# 스카가와시
스카가와시(일본어: 須賀川市)는 일본 후쿠시마현의 거의 중앙에 있는 시이다.

## 인접하는 자치체
- 고리야마시
- 이와세군 가가미이시정, 덴에이촌
- 이시카와군 다마카와촌, 히라타촌

## 역사
에도 시대에 스카가와는 시라카와번에 속했다. 고카이도의 일부인 오슈 가도의 주요 슈쿠바(역참 마을)이자 지역의 상업 중심지로 번영하였다.
헤이세이 시대에 들어서자 스카가와시는 임공도시로서 큰 변모를 이루었다. 1993년에 개항한 스카가와시 남동부의 후쿠시마 공항은 후쿠시마현의 하늘 관문으로 큰 역할을 하고 있다. 또한 스카가와시는 도호쿠 자동차도의 스카가와 IC가 정비되어 후쿠시마현 내에서도 비교적 고속 교통망을 갖춘 지역이다. 또한 고리야마시와 인접해 고리야마역에서 도호쿠 본선으로 소요시간 약 12분으로 접근성도 좋아 고리야마의 베드타운으로도 발전하고 있다.
- 1954년 3월 31일 - 이와세군의 스카가와정, 하마타촌, 니시후쿠로촌, 이나다촌, 이시카와군의 오시오에촌이 합병하여 스카가와시가 신설되었다.
- 1955년 3월 10일 - 이와세군 니이다촌을 편입하였다.
- 1967년 2월 1일 - 이시카와군 오히가시촌을 편입하였다.
- 2005년 4월 1일 - 이와세군 나가누마정, 이와세촌을 편입하였다.
- 2011년 3월 11일 - 동일본 대지진으로 도시의 일부분이 파괴되었다.

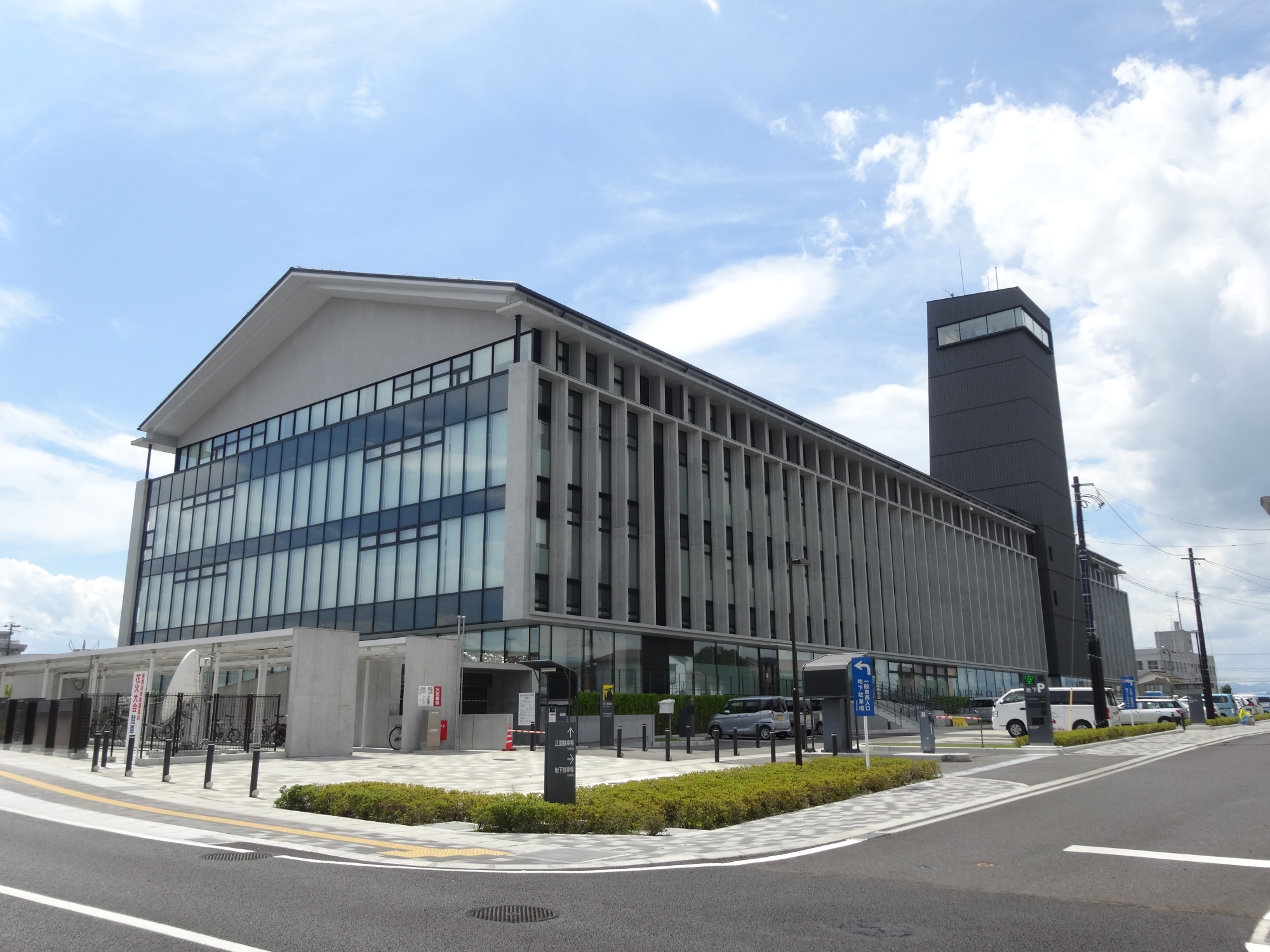
스카가와시청

## 교통

### 공항
- 후쿠시마 공항

### 철도
- 동일본 여객철도
  - 도호쿠 본선
  - 스이군선

### 도로
- 도호쿠 자동차도
- 국도 4호선
- 국도 118호선
- 국도 294호선

## 인구
| 연도 | 인구   | ±%     |
| ---- | ------ | ------ |
| 1920 | 45,838 | —      |
| 1930 | 52,045 | +13.5% |
| 1940 | 54,077 | +3.9%  |
| 1950 | 71,947 | +33.0% |
| 1960 | 69,768 | −3.0%  |
| 1970 | 66,552 | −4.6%  |
| 1980 | 69,553 | +4.5%  |
| 1990 | 73,107 | +5.1%  |
| 2000 | 79,409 | +8.6%  |
| 2010 | 79,279 | −0.2%  |

## 자매 도시
- 중화인민공화국 허난성 뤄양시